# Посадкове кріплення
Кріплення посадочне, Кріплення посадкове (рос. крепь посадочная, англ. goalposts, нім. Bruchkantenausbau m, Ausbau m an der Bruchkante f) — гірниче кріплення очисних виробок, для управління або плавного опускання покрівлі.
Встановлюється на межі між привибійним простором і простором, що погашається. Посадочне кріплення, що застосовується при управлінні покрівлею повним обваленням, іноді називають обрізним кріпленням. До посадочного кріплення належать: кріплення органне, кріплення кострове (клітьове), кріплення кущове, органні стінки та ін. Посадочне кріплення може бути дерев'яним або металевим. Дерев'яне посадочне кріплення застосовується тільки у вигляді органного клітьового (кострового) і кущового кріплення.